# Sinusonasus
Sinusonasus is een geslacht van theropode dinosauriërs behorend tot de groep van de Eumaniraptora, dat tijdens het vroege Krijt leefde in het gebied van het huidige China. De enige benoemde soort is Sinusonasus magnodens.

## Naamgeving en vondst
De soort werd in 2004 benoemd en beschreven door Xu Xing en Wang Xiaoling. De geslachtsnaam is afgeleid van het Latijnse sinus, "golf" en nasus, "neus", en verwijst naar het feit dat de neusholte in zijaanzicht het profiel heeft van een sinusoïde. De soortaanduiding is afgeleid van het Latijnse magnus, "groot" en dens, "tand" en verwijst naar de tandgrootte; dit woord zou correct gevormd "magnidens" hebben moeten zijn. Een andere eigenaardigheid is dat Xu en Mark Norell in een publicatie uit 2006 dezelfde soort consistent aanduiden met "Sinucerasaurus". Wellicht gaat het om een eerder overwogen naam die niet meer vervangen kon worden in de tekst van een al ingediend artikel.
Het enige bekende fossiel van de soort, holotype IVPP V 11527, is gevonden in de Lujiatunlagen van de Yixianformatie, Jehol-groep, die wellicht dateren uit het Hauterivien. Het bestaat uit een gedeeltelijk skelet van een volwassen dier, waaronder een gedeeltelijke schedel, een stuk onderkaak, ribben, buikribben, 27 staartwervels, chevrons, een schaambeen, de zitbeenderen, een dijbeen, de scheenbeenderen, een kuitbeen en een voet. Het skelet is platgedrukt op een enkele plaat en ligt gedeeltelijk in verband. Het werd geprepareerd door Cao Renfang en Wang Haijung.

## Beschrijving

### Grootte en onderscheidende kenmerken
Sinusonasus is een kleine tweevoetige theropode met een lichaamslengte van ruim een meter. De schedel is ongeveer elf centimeter lang, de staart 53,7 centimeter, het dijbeen 141 millimeter en het scheenbeen 186 millimeter. In 2010 schatte Gregory S. Paul de lengte op een meter en het gewicht op tweeënhalve kilogram.
De beschrijvers hebben enkele onderscheidende kenmerken weten vast te stellen: een interantorbitaal kanaal, een langwerpige ruimte binnenin de schedel tussen de schedelopeningen en achter de neusholte, ontbreekt; het neusbeen heeft een golvende, sinusoïde, vorm; de middelste tanden van de maxilla zijn tamelijk groot; de chevrons van de achterste staartwervels zijn zodanig van voor naar achteren verlengd dat ze met elkaar contact maken en een doorlopende plaat vormen op het ondereinde van de staart; de hals van de dijbeenkop is lang.

### Skelet

#### Schedel en onderkaken
De kop, waarvan de achterzijde grotendeels ontbreekt, is vermoedelijk relatief kort, met 77% van de lengte van het dijbeen, een basaal kenmerk. De praemaxilla is hoog wat resulteert in een stompe snuitpunt. Het neusgat is een hoge lange liggende ovaal. Het bovenprofiel van de snuit is golvend doordat het neusbeen zowel boven het neusgat als boven de fenestra maxillaris een deuk toont. Het is lastig vaststelbaar in hoeverre deze deuken het gevolg zijn van compressie van het fossiel. Vooraan heeft het bovenkaaksbeen een spleetvormige fenestra promaxillaris. Daarachter ligt een grote liggende fenestra promaxillaris, gevolgd door een relatief kleine rechthoekige fenestra antorbitalis. De fossa antorbitalis, de uitholling die al deze openingen omringt, heeft een opvallend afgeronde onderkant. Het bovenkaaksbeen maakt deel uit van de onderrand van het neusgat; iets meer naar binnen echter loopt een dunne tak van de praemaxilla helemaal door naar het neusbeen. Het neusbeen vormt een zijdelings licht overhangend beenplateau vlak bij de beennaad met het bovenkaaksbeen. Het traanbeen is T-vormig met een lange voorste tak. Het heeft een uitsteeksel op het hoofdlichaam dat de neergaande tak overhangt. Bij verwanten bevindt zich op dit punt vaak ook een pneumatische opening maar die ontbreekt hier. Het verdere profiel van de oogkas is niet goed waarneembaar wegens beschadigingen.
De onderkaak heeft, althans vooraan, een bolle onderrand. Aan de achterzijde van de buitenkant van het dentarium bevindt zich een groeve met aderkanalen.
In de bovenkaak staat minstens negentien tanden. De voorste tanden in zowel bovenkaak als onderkaak zijn klein en staan dicht opeengepakt. Zoals bij de meeste troödontiden zijn de middelste tanden in de rij van de bovenkaak het langst; in dit geval zijn zijn nog eens extra lang. De voorste tanden hebben geen kartelingen en de achterste bezitten alleen, kleine, vertandingen op de achterrand. Deze denticula missen een haakje aan het uiteinde.

#### Postcrania
Het heiligbeen bestaat uit vijf sacrale wervels die alle ongeveer even groot zijn. Dit is een afgeleide kenmerk: bij basale Paraves zijn de middelste meestal aanzienlijk groter, ook in de breedte. Het holotype suggereert de aanwezigheid van ongeveer dertig staartwervels. De zevenentwintig aanwezig staartwervels hebben een gezamenlijke lengte van 537 millimeter. De middelste en achterste zijn verlengd ten opzichte van de voorste, circa 1,9 maal langer. De achterste staartwervels hebben een trog op de bovenkant en een wervelboog die groter is dan het wervellichaam, allebei typisch troödontide kenmerken. De middelste en achterste chevrons zijn plaatvormig en met elkaar verbonden zodat de staart verstijfd werd.
In het bekken wijst het schaambeen vermoedelijk naar voren, zoals blijkt uit het naar voren scherp oplopende raakvlak met het darmbeen, de van voor naar achter lange tak naar het zitbeen en het hol naar voren gebogen zijn van de schacht. Het zitbeen heeft een afgeleide vorm. Het is vrij lang met 54% van de lengte van het schaambeen. Op de voorrand bevindt zich een forse driehoekige processus obturatorius; de achterrand is glad en sterk hol gebogen.
Het dijbeen heeft een opvallend lange nek tussen kop en schacht. De trochanter minor en trochanter major zijn vergroeid tot een beenplateau dat op eenzelfde hoogte ligt als de kop, een afgeleid kenmerk. Het onderbeen en de voet zijn gelijk in lengte en beide langwerpig met ieder 132% van de lengte van het dijbeen. Sinusonasus moet een snelle renner geweest zijn. In de middenvoet is het middelste derde middenvoetsbeen zodanig bovenaan toegeknepen door het tweede en derde dat het daar niet meer zichtbaar is van voren, de befaamde "arctometatarsale" toestand bij veel Coelurosauria. Het tweede middenvoetsbeen is kort en slank terwijl het vierde langer en robuust is, een typisch troödontide proportie. De tweede teen draagt een goed ontwikkelde vergrote "sikkelklauw" die opgetrokken kon worden gehouden door onder andere een verkort tweede kootje met een duidelijke "hiel" aan de bovenste onderkant.

## Fylogenie
De beschrijvers hebben Sinusonasus in de Troodontidae geplaatst. Ze meenden dat hij een vrij afgeleide positie had, gezien kenmerken die hij deelde met veel later levende troödontiden. Hieruit leidden zij geen hoge ouderdom voor deze groep af maar veronderstelden dat de Troodontidae zich snel geëvolueerd hadden na een afsplitsingspunt dat nog in het Krijt lag. Latere vondsten wezen echter op een oorsprong in het Jura.